# بياعة اليانصيب (فلم)
بياعة اليانصيب هو فيلم ومصري عرض عام 1947، بطولة رجاء عبده، غرام شيبا، لولا صدقي، ماري منيب، إسماعيل ياسين، محمود شكوكو، منسي فهمي، من تأليف عبد العزيز سلام، وإخراج عبد الفتاح حسن.

## القصة
إذا رفع الحب رايته حتما سينتصر في أي حرب ...فبعد أن التقى الموسيقار الثري ببائعة اليانصيب عقب أن أعادت له مبلغ من المال قد فقده يعرض عليها العمل لدى عائلته وهناك يجمعهما الحب إلا أن ابنة خالته تتفق مع عشيقها على إبعاد الخادمة عنه تنجح المؤامرة إلا أن الأمور تتضح وتعود للموسيقار ويقرر الزواج منه.

## طاقم العمل
- رجاء عبده
- غرام شيبا
- لولا صدقي
- ماري منيب
- إسماعيل ياسين
- محمود شكوكو
- منسي فهمي
- صلاح نظمي
- عبد الحميد زكي
- يعقوب طانيوس
- مختار عثمان

## روابط خارجية
- مقالات تستعمل روابط فنية بلا صلة مع ويكي بيانات